# Traubenvollernter

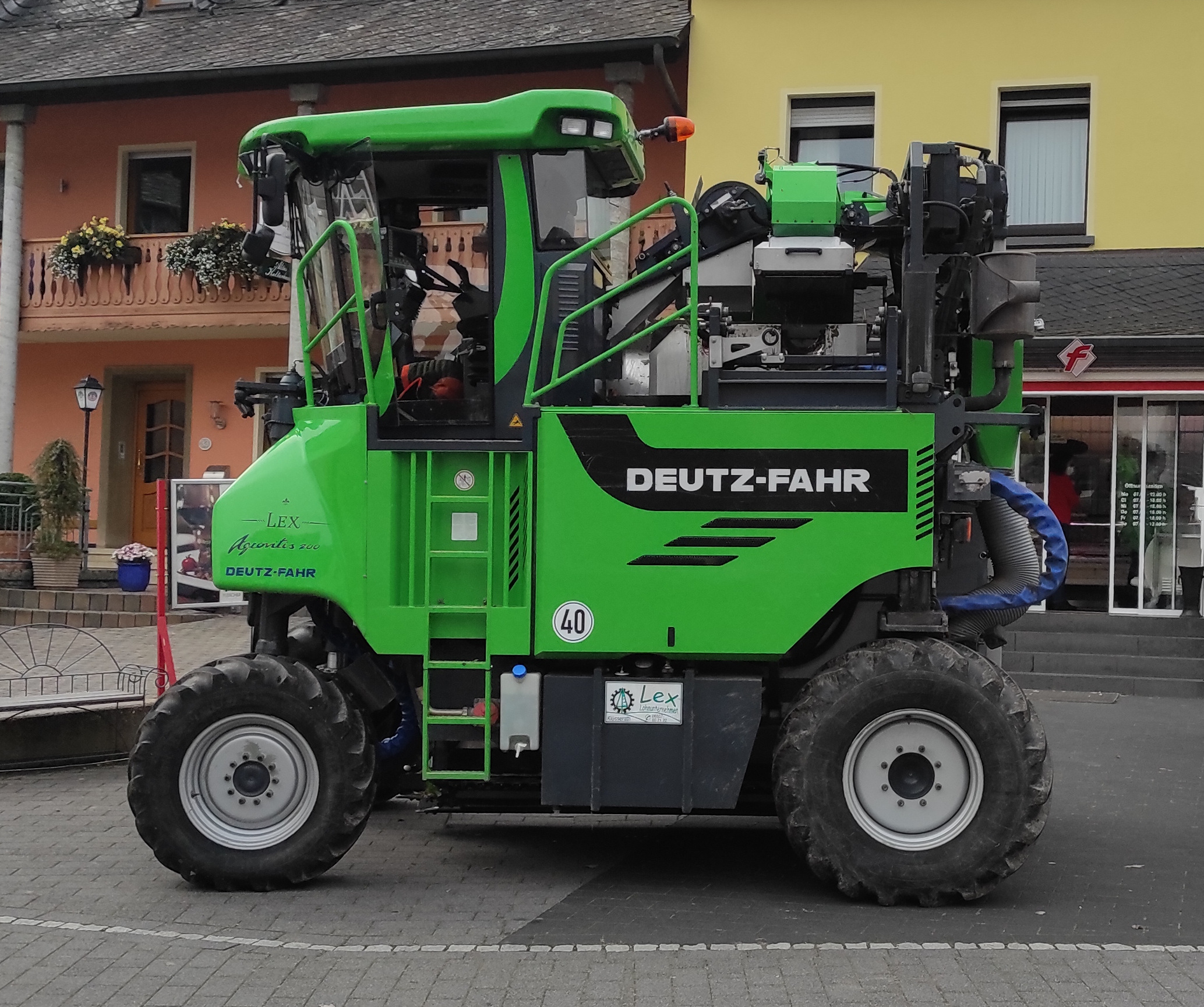
Traubenvollernter der Marke Deutz-Fahr

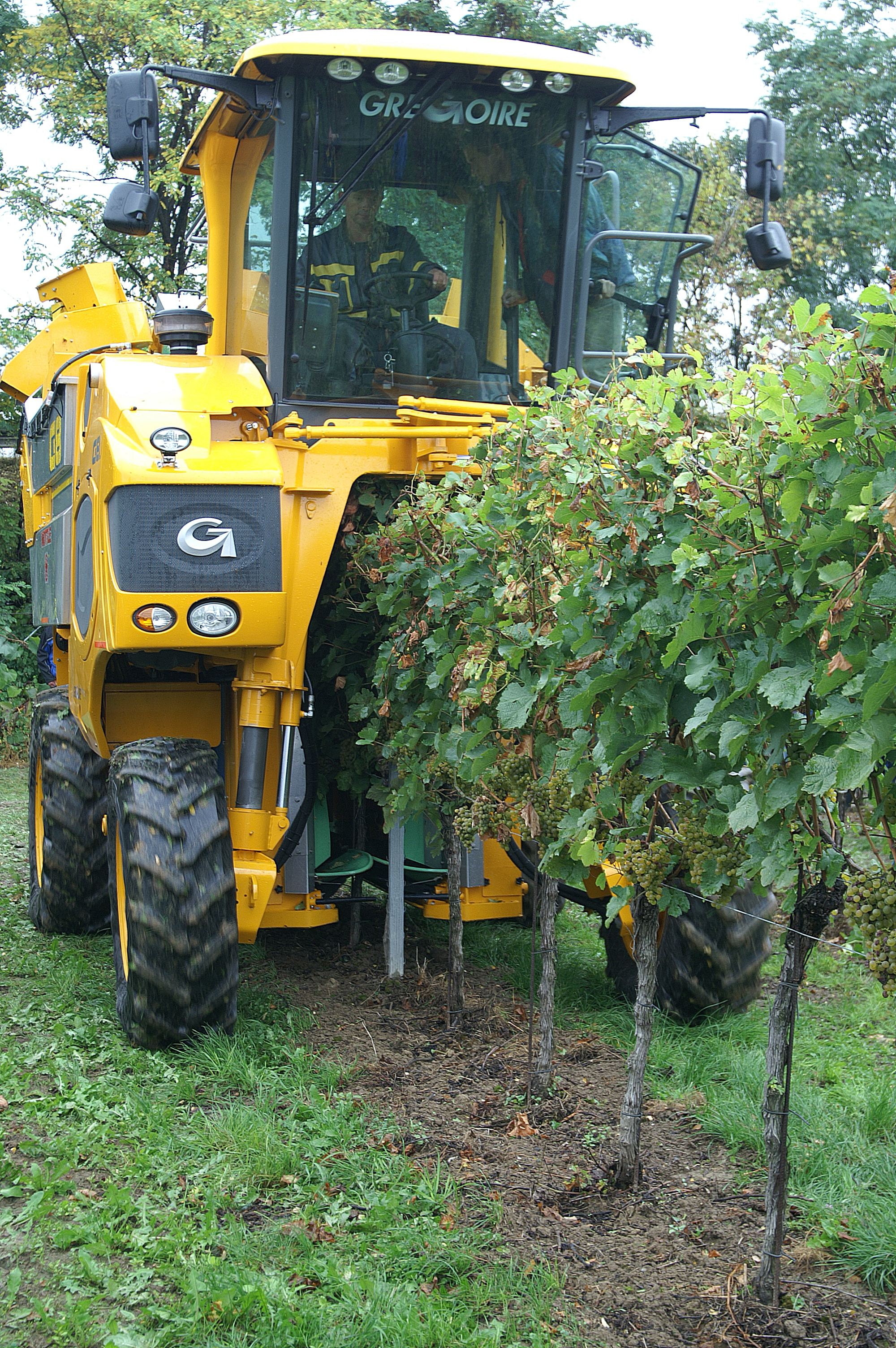
Selbstfahrender Traubenvollernter im Einsatz

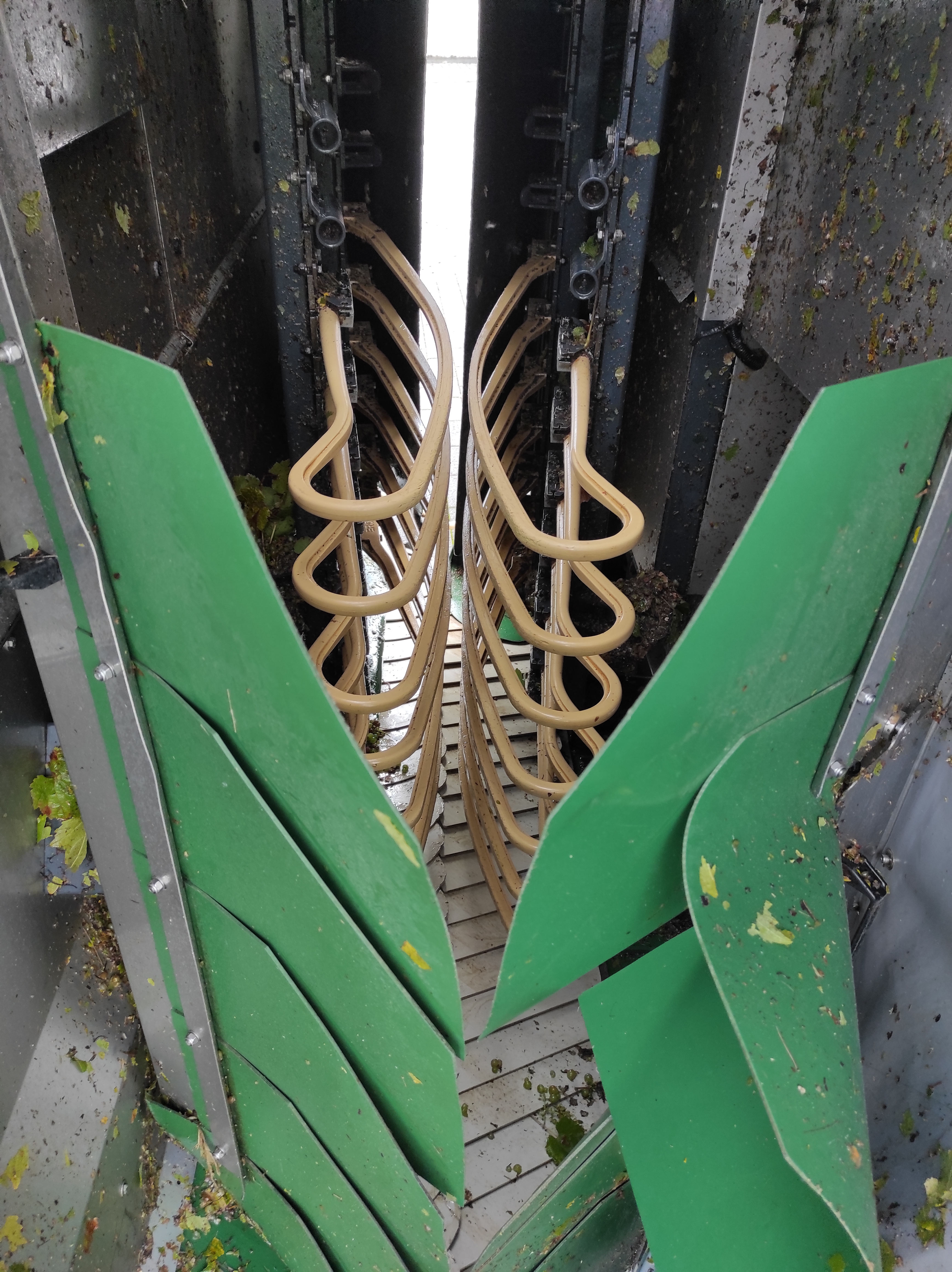
Schüttelstäbe zum Abrütteln der Weinbeeren von den Rispen

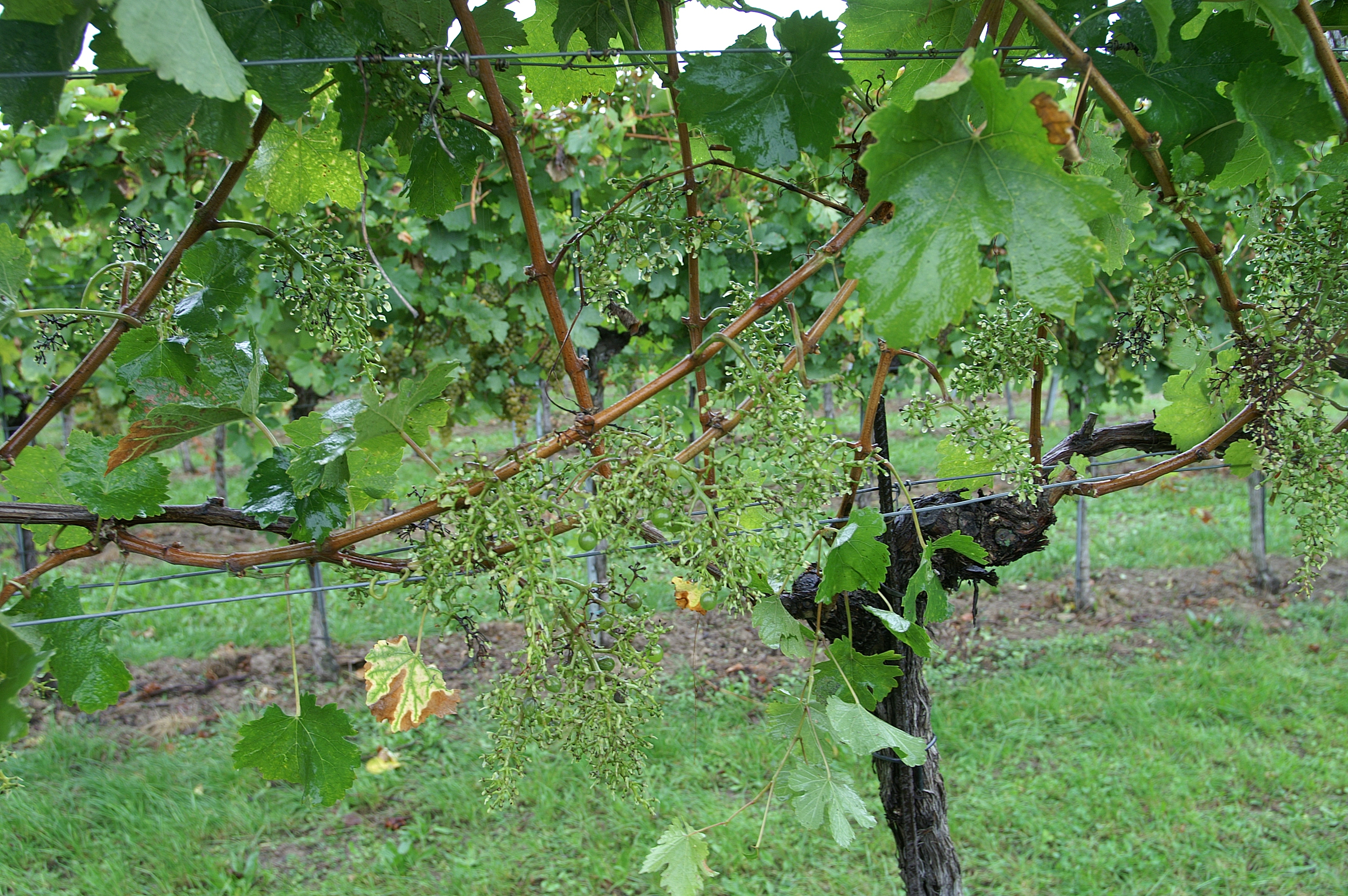
Traubenvollernter schütteln nur die Beeren ab. Es verbleibt das Stielgerüst der Trauben an den Trieben

Ein Traubenvollernter ist eine selbstfahrende Arbeitsmaschine, die im Weinbau eingesetzt wird.
Sie wurde in den 1960ern in den USA entwickelt und kann heute etwa 0,5 Hektar pro Stunde abernten. Der Vollernter ähnelt einem schmalen hohen Traktor, hat jedoch gleich große Reifen. Er kann in einem Arbeitsgang Weinbeeren von der Traube abschütteln, das so gewonnene Gut von Ästen und Blättern befreien und auch etwaig mit hineingefallene Drahtreste magnetisch aussortieren. Anschließend werden die Weinbeeren nach Größe sortiert und in einem zentralen Behältnis gespeichert. Wenn dieses voll ist, kann es mechanisch herausgehoben und der Inhalt in bereitstehende Transportmöglichkeiten umgeschüttet werden.

## Arbeitsweise
Der Traubenvollernter fährt über eine Reihe von Weinstöcken hinweg, indem er diese tunnelartig in der Mitte seiner unteren, sensorbestückten Anbauten durchführt. Dort werden die Weinbeeren von den Rispen, welche je nach Region auch Kämme oder Rappen genannt werden, maschinell abgeschüttelt. Beim Rangieren können die Räder zu 90 % eingeschlagen werden.
Der Abschüttelvorgang erfolgt mit bogenförmigen kunststoffgepolsterten Schüttelstäben, je 5 bis 12 an jeder Seite. Je nach Zustand der Weinbeeren (jung und fest; weich oder pektinarm) lässt sich die Amplitude (hier siehe auch Vibration) der seitwärts schwingenden Schüttelstäbe in mehreren Stufen einstellen. Die herabfallenden Beeren landen auf einem Lamellensystem, das die Stämme der Rebstöcke wandernd umschließt. Dieses transportiert das Lesegut weiter und mit einem starken Luftgebläse wird es von Weinlaub und Insekten befreit. In einer anschließenden (optional anbaubaren) Abbeermaschine werden noch anhaftende Rispen von den Weinbeeren entfernt und ebenso wie das Laub ausgeworfen. In einer Sortieranlage werden kleine und faule Trauben aussortiert und ebenfalls ausgeworfen. Im Lesegut finden sich bei Weinlagen, die noch nicht auf Vollernter ausgelegt sind, bisweilen metallische U-Haken, Drahtspanner oder Fixiermaterial der Weinreben, mit welchem diese an Pfähle, den sogenannten Stecken, befestigt werden. Dem wird durch starke Magnete zwischen Transportband und Vorratsbehälter begegnet und verhindert so, dass nachgeschaltete Pumpen, Schnecken sowie Rebler (Abbeermaschine) und Pressen beschädigt werden.
Beim Schüttelvorgang wird der Rebstock, wie auch das Fruchtholz starken Belastungen ausgesetzt, die bis hin zu seiner Schädigung führen können.
Einzelne Stücke des mehrjährigen, verholzten Teils am oberen Ende des Rebstockstammes, das sogenannte Kordon, können abbrechen aber auch ganze Einzelstöcke durch Fahrfehler in Mitleidenschaft gezogen werden. Die exakte, rebstockschonende Position des Traubenvollernters wird zumeist mit Ultraschall oder anderen Sensoren ermittelt und automatisch an die Hebehydrauliken sowie Lenkung der Räder weitergegeben. Zusätzlich kann der Fahrer durch Optimieren von Fahrtgeschwindigkeit, Schlagzahl des Schüttelsystems und Einstellung der Saugeinrichtungen Einfluss auf die Qualität des Lesegutes nehmen.
Der Sammelbehälter mit den Beeren ist mittig und möglichst tief (aber aus baulichen Gründen nicht ganz unten) am Fahrzeug angebracht, um für die an den – bis zu maximal möglichen 40 Grad – steilen Hängen arbeitende Arbeitsmaschine einen möglichst niedrigen Schwerpunkt zu gewinnen. Dieser Traubentank fasst je nach Hersteller und Maschinengröße ca. 2000–3000 Liter. Er kann hydraulisch ausgefahren und der Inhalt in bereitstehende Behältnisse, wie Traubenwagen, umgeschüttet werden.
Nach dem Einsatz oder dem Wechsel von weißen auf rote Beeren ist eine sehr intensive Reinigung der Maschine zwingend notwendig, da sonst ungewünschte, hygienische und sensorische Qualitätseinflüsse auf das Lesegut einwirken.

## Fahrzeuge
Die Arbeitsmaschinen werden mit einem zwischen 140 und 200 PS starken Dieselmotor betrieben und wiegen je nach Hersteller und Anbauten ca. 5–10 Tonnen.
Wie auch normale Traktoren können diese Arbeitsgeräte normale Hauptverkehrsstraßen befahren; je nach Hersteller und Typ mit bis zu 40 km/h.
Namhafte Hersteller finden sich mit Deutz-Fahr und ERO aus Deutschland, Pellenc und Braud aus Frankreich (Letzterer heute zu New Holland, USA).
Diese gängigen großen Vollernter können nur Lagen bis zu 40 % bearbeiten. Im September 2007 stellte das rheinland-pfälzische Weinbauministerium einen kleineren Steillagen-Traubenvollernter vor, der aufgrund der Kombination modernster Techniken in der Lage ist, Weinberge mit bis zu 60 % Gefälle abzuernten. Weiterentwicklungen ab 2013 (mit Gleiskettenvortrieb) schaffen sogar bis zu 75 %.